# Krasnoborsk (obwód archangielski)
Krasnoborsk (ros. Красноборск) – wieś (sieło) w Rosji, w obwodzie archangielskim, ośrodek administracyjny rejonu krasoborskiego. W 2010 liczyła 4771 mieszkańców.